# Aralia houheensis
Aralia houheensis là một loài thực vật có hoa trong Họ Cuồng. Loài này được W.X.Wang, W.Y.Guo & Y.S.Fu mô tả khoa học đầu tiên năm 1993.